# Les Châtiments (film)
Pour les articles homonymes, voir Châtiment (homonymie).
« La Moisson (film, 2007) » redirige ici. Pour les autres significations, voir La Moisson.
Pour plus de détails, voir Fiche technique et Distribution.
Les Châtiments ou La Moisson au Québec (The Reaping) est un film américain réalisé par Stephen Hopkins et sorti en 2007.

## Synopsis
Quelques années plus tôt, Katherine Winter (Hilary Swank) a renié Dieu et renoncé à être pasteur après le meurtre au Soudan de son mari et de sa petite fille en sacrifice à Dieu. Devenue professeure d'université, elle se consacre désormais à démystifier avec Ben (Idris Elba), son assistant, les phénomènes dits surnaturels en les expliquant scientifiquement. À ce jour, aucun « miracle » n'a résisté à sa perspicacité.
Un jour, elle reçoit la visite de Doug Blackwell, professeur d'école primaire vivant à Haven, en Louisiane. Les dix plaies d'Égypte semblent s'abattre sur cette petite localité dont la rivière est devenue rouge sang. Une fille de douze ans, Lauren McConnell (AnnaSophia Robb), est accusée de satanisme et menacée par la population. Katherine accepte de se rendre sur place avec Ben, pour tenter de la sauver.
Arrivée sur les lieux, Katherine assiste impuissante à l'enchaînement d'évènements auxquels elle ne parvient pas à trouver d'explication. Face, pour la première fois, à des forces obscures qui la dépassent, elle doit retrouver la foi pour sauver sa vie et faire obstacle aux desseins d'une secte satanique. Elle découvre que Lauren n'est pas la coupable, et que les habitants du village ne sont pas si sains d'esprit, comme constatés au premier abord.

## Fiche technique
Sauf indication contraire, les informations mentionnées dans cette section peuvent être confirmées par la base de données cinématographiques IMDb,  présente dans la section « Liens externes ».
- Titre original : The Reaping
- Titre français : Les Châtiments
- Titre québécois : La Moisson
- Réalisation : Stephen Hopkins
- Scénario : Carey Hayes et Chad Hayes
- Musique : John Frizzell
- Décors : Graham 'Grace' Walker
- Costumes : Jeffrey Kurland
- Photographie : Peter Levy
- Montage : Colby Parker Jr.
- Production : Bruce Berman (en), Susan Downey, Herb Gains, Susan L. Levin, Richard Mirisch, Erik Olsen, Steve Richards, Joel Silver et Robert Zemeckis
- Sociétés de production : Warner Bros., Dark Castle Entertainment et Village Roadshow Pictures
- Budget : 40 millions de dollars[1]
- Pays de production :  États-Unis
- Format : Couleurs - 2,35:1 - DTS / Dolby Digital / SDDS - 35 mm
- Genre : fantastique, horreur, thriller
- Durée : 99 minutes
- Dates de sortie :
  - États-Unis : 5 avril 2007
  - Canada : 6 avril 2007
  - Belgique, France : 18 avril 2007
- Classification :
  - États-Unis : R (interdit aux moins de 17 ans non accompagnées)
  - France : Tout public avec avertissement lors de sa sortie en salles et déconseillé aux moins de 12 ans à la télévision.

## Distribution

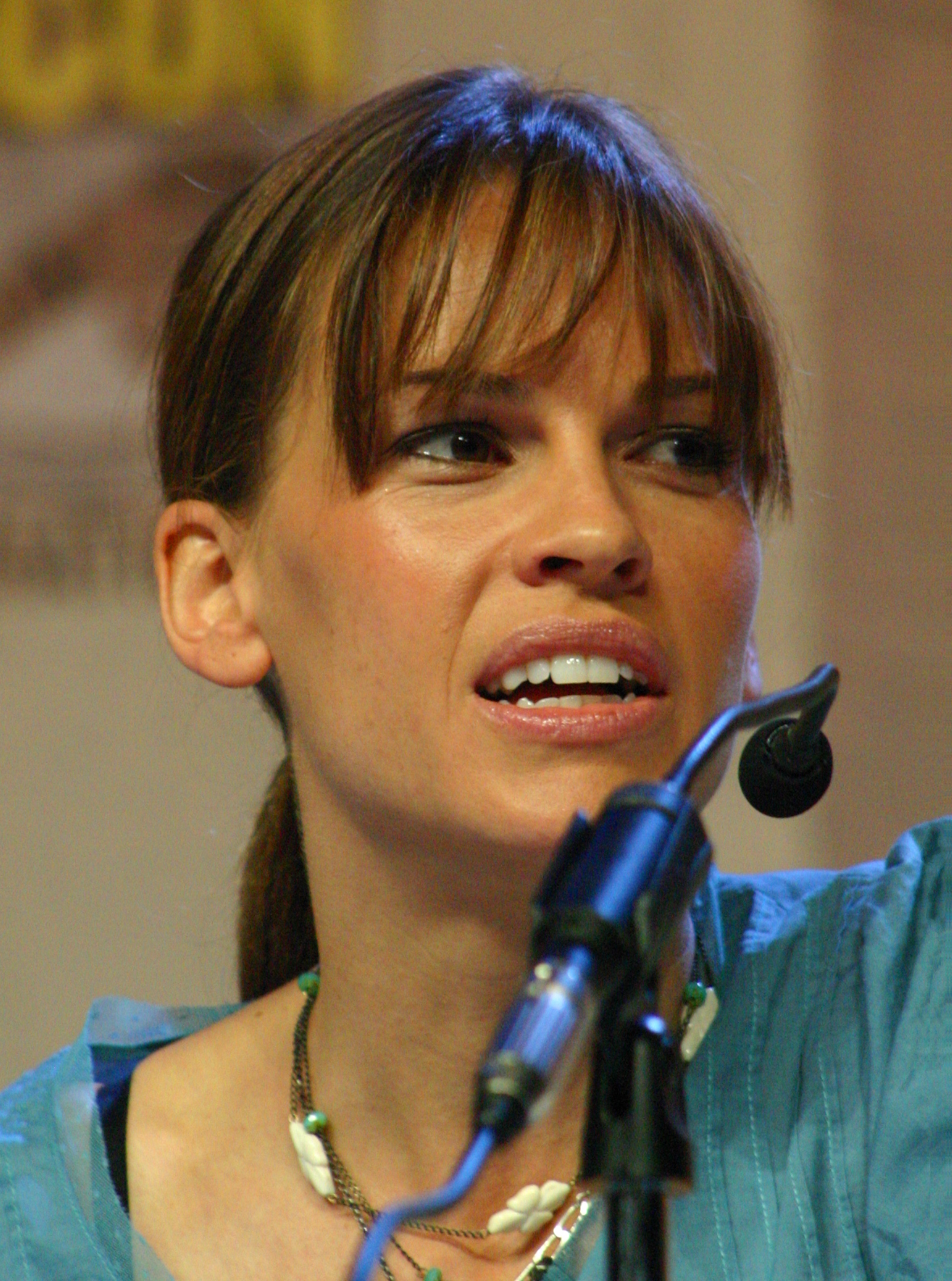
Hilary Swank fait la promotion du film au San Diego Comic-Con

- Hilary Swank (VF : Marjorie Frantz ; VQ : Camille Cyr-Desmarais) : Katherine Winter, professeure d'université
- David Morrissey (VF : Nicolas Marié ; VQ : Daniel Picard) : Doug
- Idris Elba (VF : Emil Abossolo-Mbo ; VQ : Claude Gagnon) : Ben, assistant de Katherine
- AnnaSophia Robb (VF : Jessica Monceau ; VQ : Romy Kraushaar-Hébert) : Lauren McConnell
- Stephen Rea (VF : Philippe Peythieu) : le père Costigan
- William Ragsdale (VF : Tony Joudrier ; VQ : Tristan Harvey) : le shérif Cade
- John McConnell (VQ : Hubert Gagnon) : le maire Brooks
- David Jensen : Jim Wakeman
- Yvonne Landry : Brynn Wakeman
- Samuel Garland (VF : Valentin Maupin) : William Wakeman
- Myles Cleveland : Kyle Wakeman
- Andrea Frankle (VF : Barbara Kelsch) : Maddie McConnell
- Mark Lynch (VF : Juan Llorca) : Brody McConnell
- Stuart Greer (en) (VF : Jean-Marc Charrier ; VQ : Stéphane Rivard) : Gordon
- Lara Grice (en) (VF : Dominique Léandri) : Isabelle

Source et légende : version française (VF) sur Voxofilm
 Source et légende : version québécoise (VQ) sur Doublage.qc.ca

## Production

### Tournage
Le tournage s'est déroulé du 15 août au 17 novembre 2005. Il a lieu à Austin, Bâton-Rouge, La Nouvelle-Orléans, San Juan, Shreveport et St. Francisville.
Les prises de vues en Louisiane sont interrompues par l'ouragan Katrina,.

### Musique
Philip Glass avait enregistré des compositions pour la bande originale. Il est finalement remplacé par John Frizzell.

## Accueil
La sortie américaine a été repoussée à de nombreuses reprises. Initialement prévue pour le 11 août 2006, elle est décalée une première fois au 8 novembre 2006, puis au 30 mars 2007, pour finalement sortir le 5 avril 2007.
Le film a été reçu de façon mitigée par les critiques et a engrangé 65 millions de dollars aux États-Unis. Sur le site Rotten Tomatoes, le film obtient 8 % d'avis favorables. Sur le site Allociné, le film reçoit 3 étoiles sur 5 de la part des spectateurs et 2,4 étoiles sur 5 de la part des critiques. Le site Metacritic lui attribue un score de 36 sur 100, basé sur 23 critiques.
Lors de sa sortie en DVD, il a engrangé 20 millions de dollars de bénéfices[réf. nécessaire].